# Phyllonorycter spartocytisi
Phyllonorycter spartocytisi là một loài bướm đêm thuộc họ Gracillariidae. Nó được tìm thấy ở Tây Ban Nha và quần đảo Canaria.
Ấu trùng ăn Lygos monosperma, Retama recutita và Spartocytisus filipes. Chúng ăn lá nơi chúng làm tổ. They create a small, upper-surface, tentiform mine. Pupation takes place withtrong mine.